# Roberto San Martín
Roberto Octavio Álvarez Pérez (La Habana, Cuba; 26 de abril de 1976), de nombre artístico Roberto San Martín, es un actor cubano, más conocido por participar en las series españolas Aquí no hay quien viva, de Antena 3, interpretando a Yago; La que se avecina de Telecinco, interpretando a Silvio; y Amar en tiempos revueltos de La 1, interpretando a Ubaldo.

## Biografía
Nació en el seno de una familia de artistas: su madre es la actriz Susana Pérez y su padre el escritor y director de cine y televisión Roberto A. San Martín. De esta manera Roberto desde pequeño se habituó al ambiente de los platós cinematográficos, los estudios de la TV y los escenarios teatrales. A pesar de ello intentó encontrar su futuro, empezando varias carreras como administración, Francés, dirección de empresas y dirección de cine. 
Asimismo estudió para diversos oficios como diseñador gráfico u hostelero. Mientras tanto se ganaba la vida trabajando como informático, vendedor y cocinero.
Un día el director teatral Boris Villar se presentó en su casa para hablar con su madre y terminó ofreciendo un papel sin diálogo a Roberto, quien así daba sus primeros pasos en su carrera artística. Poco a poco fichó para varias telenovelas rodadas en Ecuador y Cuba: Las mujeres de Pocholo, Historias personales, Las huérfanas de una obra pía (1999), Violetas de agua (1999) y Enigma de un verano, emitida en 2001, el mismo año en que el actor coqueteó por primera vez con el cine en el cortometraje Encantado. Para entonces San Martín ya se había unido al grupo de teatro "El Público", con el cual representó La Celestina (2001-2002), Ícaros (2003) y Vida y muerte de Pasolini (2003).
El intérprete compaginó estos trabajos con la filmación del largometraje Entre ciclones (2002) y la presentación de programas juveniles culturales como A moverse y Cuerda viva. Gracias a la popularidad alcanzada en su país, Benito Zambrano le confió seleccionar a actores que pudiesen interpretar a músicos para su filme Habana Blues. En dicho proceso, le sugirieron que entregase su ficha para que pudiese dar vida a algún personaje de reparto. Finalmente le tocó en suerte uno de los dos protagonistas, Tito, un músico que decidía abandonar la isla para establecerse en España. Sin darse cuenta el propio actor experimentaría las mismas vivencias que las experimentadas por el rol que representaba: San Martín dejó La Habana -separándose así momentáneamente de su mujer-, se instaló en el barrio de Lavapiés en Madrid, y se introdujo en el mercado español. En esos momentos Habana Blues fue seleccionada para el Festival de Cannes de 2005, al que acudió acompañado de su director y del equipo. Para entonces, San Martín ya había filmado La semana que viene (sin falta) junto a Imanol Arias, donde dio vida a un hombre que se ganaba la vida tuneando.
En verano se presentó a las pruebas de casting para interpretar en Aquí no hay quien viva a Yago, un ecologista de Aldeas Verdes, de talante progresista y anti consumista que ve sus ideales tambalearse al iniciar una relación con Lucía (María Adánez), una treintañera "pija"... Elena Arnao le seleccionó por sus pintas de hippy y al considerar que el actor proyectaba la imagen de hombre aventurero, que ama por encima de todo la vida, y está dispuesto a asumir riesgos. 
En las dos temporadas finales que estuvo, Yago seguía emprendiendo acciones de protesta contra los empresarios y promoviendo huelgas, a la vez que se acostumbraba al confort capitalista...
San Martín al mismo tiempo se incorporó al rodaje de La dama boba donde en principio debía dar vida al paje de un aristócrata (Liseo: Luis Merlo). Finalmente, la renuncia de Merlo a consecuencia de su agenda apretada le permitió sustituirle. Para ello San Martín tuvo que tomar clases de dicción con Alicia Hermida. Su interpretación de noble afeminado, humillado y rechazado por la mujer que ama (Nice: Macarena Gómez), le valió el premio de Mejor actor de reparto en el Festival de Málaga de 2006.
Ese mismo año San Martín y Vladimir Cruz participaron en el homenaje al cine cubano dispensado en el Festival de Cine del Sahara. Completó el año rodando el cortometraje El regalo, sumándose al reparto de la película Soy un pelele donde interpretó a un homosexual que al recuperar la conciencia tras un coma no es consciente de su identidad sexual, y fichar junto con la mayoría del reparto de Aquí no hay quien viva, serie en la que estuvo, 8 meses,  en la serie La que se avecina, donde permaneció, otros 9 meses.
En verano de 2007 se estrenó la película Atasco en la nacional donde hace su aparición.
Desde el 6 de septiembre de 2010 y hasta agosto de 2011, interpretó a Ubaldo, un exdiplomático guatemalteco y homosexual, en la sexta temporada de Amar en tiempos revueltos.
También participó en la serie Arrayán, en la temporada 2012-2013.
En 2014, tras una década en España, se mudó a Estados Unidos en busca de oportunidades laborales. Cinco años después regresó a España, haciéndose más presente en las redes sociales gracias al activismo en favor de la democratización de Cuba.

## Filmografía

### Televisión
| Año       | Serie                          | Canal        | Personaje                | Notas         | País           |
| --------- | ------------------------------ | ------------ | ------------------------ | ------------- | -------------- |
| 2005-2006 | Aquí no hay quien viva         | Antena 3     | Yago                     | 27 episodios  | España         |
| 2007-2008 | La que se avecina              | Telecinco    | Silvio Ramírez           | 28 episodios  | España         |
| 2008      | LEX                            | Antena 3     |                          | 1 episodio    | España         |
| 2010-2011 | Amar en tiempos revueltos      | La 1         | Ubaldo Ramos             | 204 episodios | España         |
| 2012-2013 | Arrayán                        | Canal Sur    | Alberto de Villena       | 114 episodios | España         |
| 2013      | Arranque de Pasión             |              | Ruli Astro Jensen        | 1 episodio    | Estados Unidos |
| 2015      | Dueños del paraíso             | Telemundo    | Ronaldo "Ronnie" Zamora  | 9 episodios   | Chile          |
| 2015      | Demente criminal               | Univisión PR | Detective Gerardo Pinzón | 37 episodios  | Estados Unidos |
| 2016      | Cuatro estaciones en La Habana | Netflix      | Fermín                   | 1 episodio    | Cuba           |
| 2016-2017 | 2091                           | Fox Channel  | Kore                     | 12 episodios  | Colombia       |
| 2017      | Leyendas del Exilio            | America TeVé |                          | 1 episodio    | Cuba           |
| 2018      | Pequeñas coincidencias         | Prime Video  | Amigo de Giovanni        | 1 episodio    | España         |
| 2023      | Montecristo                    | Vix          | Salvador Orellana        | 3 episodios   | México         |

## Cine

### Largometrajes
| Año  | Título                          | Personaje          | Director           | Género        | Duración |
| ---- | ------------------------------- | ------------------ | ------------------ | ------------- | -------- |
| 2008 | Che: Guerrilla                  | Captain Gary Prado | Steven Soderbergh  | Biográfica    | 2h 11m   |
| 2007 | Atasco en la nacional           | Ronaldo            | Josetxo San Matero | Comedia       | 1h 35m   |
| 2007 | Soy un pelele                   | Amador Mata        | Hernán Migoya      | Comedia       | 1h 30m   |
| 2006 | La dama boba                    | Liseo              | Manuel Iborra      | Comedia       | 1h 32m   |
| 2006 | La semana que viene (sin falta) | Silvio             | Josetxo San Mateo  | Comedia/Drama | 1h 45m   |
| 2005 | Habana Blues                    | Tito               | Benito Zambrano    | Drama         | 1h 55m   |
| 2002 | Entre ciclones                  | Julio              | Enrique Colina     | Drama         | 1h 59m   |

### Cortometrajes
| Año  | Título                  | Personaje | Director         | Género            | Duración |
| ---- | ----------------------- | --------- | ---------------- | ----------------- | -------- |
| 2015 | La casa vacía           | Lemis     | Lilo Vilaplana   | Drama             | 35m      |
| 2012 | La última mano          | Toni      | Juanjo del Junco | Thriller/Suspense | 12m      |
| 2006 | El regalo               | Bladi     | Carlos Agulló    | Comedia           | 10m      |
| 2004 | El caracol              |           |                  |                   |          |
| 2001 | Pilotos no llevan casco |           |                  |                   |          |
| 2001 | Encantado               |           |                  |                   |          |

## Teatro
- Madre Coraje (2010) Dir: Gerardo Vera
- Platonov (2009) Dir: Gerardo Vera
- En la cama (2008-2009) Dir: Tamzin Townsend
- Caros (2003)

### Programas
- A moverse (2002)
- Cuerda viva (2000-2004)

## Premios
Festival de Málaga
- Mejor actor de reparto (2006)